# Паддефут, Сид
Си́дни Чарльз Па́ддефут (англ. Sydney Charles Puddefoot; 17 октября 1894, Лаймхаус, Лондон — 2 октября 1972, Рочфорд, Эссекс), более известный как Сид Па́ддефут (англ. Syd Puddefoot) — английский футболист, нападающий. Наиболее известен по выступлениям за английские клубы «Вест Хэм Юнайтед» и «Блэкберн Роверс». Также играл в крикет за «Эссекс», а затем стал футбольным тренером.

## Биография
Паддефут учился в Парковой школе Ньюхэма и играл за «Кондор Атлетик» и «Лаймхауз Таун», прежде чем его заметил тренер «Вест Хэма», Сид Кинг, в матче «Лондон Джуниорс» против «Суррей Джуниорс». Он быстро зарекомендовал себя как результативного форварда и забил 28 голов в 55 матчах Южной лиги.
Сид сыграл 126 матчей в Футбольной Комбинации во время войны и забил около 100 голов, в том числе семь в ворота «Кристал Пэлас» в ноябре 1918 года (рекорд соревнования).
После окончания Первой мировой войны Паддефут играл в новом расширенном Втором дивизионе Футбольной лиги, начиная с сезона 1919/20. Он забил 21 гол и был вызван в сборную Англии на матчи против Шотландии и Уэльса. Затем он забил 29 голов в сезоне 1920/21 и 19 в сезоне 1921/22, он играл в чемпионате Англии до перехода в «Фалкирк» за 5000 фунтов стерлингов в феврале 1922 года. В новую команду к нему в рамках той же сделки отправился его младший брат Лен Паддефут.
Паддефут покинул «Фалкирк» после трёх лет игры в чемпионате Шотландии и присоединился к «Блэкберн Роверс». Он сыграл ещё три матча за сборную в 1926 году: против Шотландии на «Олд Траффорд» и две игры против Северной Ирландии. Он выиграл кубок Англии с «Блэкберном» в 1928 году. Он забил гол на первых минутах матча, фактически затолкав вратаря «Хаддерсфилд Таун», Билли Мерсера, за линию ворот с мячом в руках.
Через десять лет после ухода из «Вест Хэма» Сид вернулся в свой бывший клуб, чтобы помочь ему избежать понижения в классе в сезоне 1931/32, однако усилия оказались тщетными. После двух лет в «Вест Хэме» он завершил карьеру футболиста и стал тренером турецкого «Фенербахче».
В следующем году он перешёл в «Галатасарай», но покинул пост после того, как его избили игроки при попытке успокоить команду во время матча. Он вернулся в Англию в марте 1935 года и два года тренировал «Нортгемптон Таун».
Позже он работал в качестве скаута в «Саутенд Юнайтед».
Его дочь Сюзанна Паддефут (1934—2010) была журналистом, она редактировала женскую страницу газеты «The Times» в 1960-х годах.
Паддефут умер в октябре 1972 года от пневмонии, не дожив нескольких дней до своего 78-го дня рождения.

## Статистика выступлений
| Клуб                        | Сезон                       | Лига | Лига | Кубки | Кубки | Прочие | Прочие | Итого | Итого |
| Клуб                        | Сезон                       | Игры | Голы | Игры  | Голы  | Игры   | Голы   | Игры  | Голы  |
| --------------------------- | --------------------------- | ---- | ---- | ----- | ----- | ------ | ------ | ----- | ----- |
| Вест Хэм Юнайтед            | 1912/13                     | 4    | 1    | 0     | 0     | 0      | 0      | 4     | 1     |
| Вест Хэм Юнайтед            | 1913/14                     | 16   | 9    | 4     | 7     | 0      | 0      | 20    | 16    |
| Вест Хэм Юнайтед            | 1914/15                     | 35   | 18   | 2     | 0     | 0      | 0      | 37    | 18    |
| Вест Хэм Юнайтед            | 1919/20                     | 39   | 21   | 4     | 5     | 0      | 0      | 43    | 26    |
| Вест Хэм Юнайтед            | 1920/21                     | 38   | 29   | 1     | 0     | 0      | 0      | 39    | 29    |
| Вест Хэм Юнайтед            | 1921/22                     | 26   | 14   | 3     | 0     | 0      | 0      | 29    | 14    |
| Вест Хэм Юнайтед            | Итого                       | 158  | 92   | 14    | 12    | 0      | 0      | 172   | 104   |
| Фалкирк                     | 1921/22                     | ?    | 8    | 2     | 0     | ?      | ?      | ?     | 8+    |
| Фалкирк                     | 1922/23                     | ?    | 12   | 3     | 5     | ?      | ?      | ?     | 17+   |
| Фалкирк                     | 1923/24                     | ?    | 16   | 6     | 3     | ?      | ?      | ?     | 19+   |
| Фалкирк                     | 1924/25                     | ?    | 13   | 0     | 0     | ?      | ?      | ?     | 13+   |
| Фалкирк                     | Итого                       | 113  | 49   | 11    | 8     | 17     | 9      | 141   | 66    |
| Блэкберн Роверс             | 1924/25                     | ?    | 5    | ?     | 0     | 0      | 0      | ?     | 5     |
| Блэкберн Роверс             | 1925/26                     | ?    | 10   | ?     | 0     | 0      | 0      | ?     | 10    |
| Блэкберн Роверс             | 1926/27                     | ?    | 14   | 1+    | ?     | 0      | 0      | ?     | ?     |
| Блэкберн Роверс             | 1927/28                     | ?    | 13   | 2+    | 3+    | 0      | 0      | ?     | 16+   |
| Блэкберн Роверс             | 1928/29                     | ?    | 9    | ?     | ?     | 1      | 0      | ?     | ?     |
| Блэкберн Роверс             | 1929/30                     | ?    | 12   | ?     | ?     | 0      | 0      | ?     | ?     |
| Блэкберн Роверс             | 1930/31                     | ?    | 15   | ?     | ?     | 0      | 0      | ?     | ?     |
| Блэкберн Роверс             | 1931/32                     | ?    | 1    | ?     | ?     | 0      | 0      | ?     | ?     |
| Блэкберн Роверс             | Итого                       | 250  | 79   | 26    | 8     | 1      | 0      | 277   | 87    |
| Вест Хэм Юнайтед            | 1931/32                     | 7    | 0    | 0     | 0     | 0      | 0      | 7     | 0     |
| Вест Хэм Юнайтед            | 1932/33                     | 15   | 3    | 0     | 0     | 0      | 0      | 15    | 3     |
| Вест Хэм Юнайтед            | Итого                       | 22   | 3    | 0     | 0     | 0      | 0      | 22    | 3     |
| Всего за «Вест Хэм Юнайтед» | Всего за «Вест Хэм Юнайтед» | 173  | 95   | 14    | 12    | 0      | 0      | 187   | 107   |
| Всего за карьеру            | Всего за карьеру            | 543  | 223  | 51    | 28    | 18     | 9      | 612   | 260   |